# Корисне навантаження
Корисне навантаження (англ. payload) — цільове навантаження літака чи ракети-носія — кількість, тип або маса корисного устаткування, заради якого створюється або запускається цей космічний апарат. У технічній літературі зазвичай використовуються скорочення цього терміна: «КВ» (корисний вантаж) або «КН» (корисне навантаження).
Необхідно враховувати, що «маса, виведена на орбіту» (наприклад, супутник зв'язку) і «маса, що доставляється на Міжнародну космічну станцію» — це різні поняття. Адже на Міжнародну космічну станцію необхідно доставити власну рушійну установку космічного корабля (разом з паливом для неї), систему управління, сам корпус космічного корабля тощо. Наприклад, маса космічного корабля «Союз» становить трохи більше 7 тонн, але до МКС «долітає» зазвичай лише 2,5 тонни вантажу з виведених на орбіту 7 тонн.
Тому, залежно від типу космічних апаратів, існує два тлумачення цього терміна: КН космічних апаратів і КН ракет-носіїв. Використовуючи приклад з КК «Союз», КН «Союзу» становить 2,5 тонни, у той час як КН ракети-носія — 7 тонн.

## Модуль корисного навантаження космічного апарата

Космічна платформа і модуль корисного навантаження

Корисним навантаженням у космічних апаратах вважають масу модуля корисного навантаження або тип використовуваного обладнання. Практично всі сучасні космічні апарати будуються на основі двох складових частин: модуля службових систем і модуля корисного навантаження.
«Модуль Службових Систем (МСС)», який також називають «космічна платформа», складають усі службові системи супутника: всі двигуни і пальне для них, система енергопостачання, система управління рухом, орієнтації і стабілізації, система терморегулювання, бортовий комп'ютер та інші допоміжні системи.
«Модуль Корисного Навантаження» (МКН) зазвичай має відсік для установки обладнання, що виконує функції, для яких цей космічний апарат був створений. Зазвичай платформи оптимізуються під масу виведеного корисного навантаження, що в свою чергу визначає масу всього космічного апарата, і потужність системи енергопостачання.
Для телекомунікаційних супутників в модуль корисного навантаження входять всі транспондери і частина ретрансляційних антен, використовуваних на цьому супутнику. Антени, які служать для телеметрії не є частиною корисного навантаження і відносяться до платформи.
На КА, призначеному для наукових досліджень, корисний вантаж складають всі наукові прилади цього дослідницького апарата, фото- і відеотехніка. Антени в цьому випадку не вважаються корисним вантажем, оскільки вони здійснюють сервісну функцію передачі зібраних даних на Землю і тому є частиною платформи.
При виробництві сучасних телекомунікаційних платформ, таких як Спейсбас або Експрес, МКН виготовляється окремо від МСС і загальна інтеграція відбувається в останній момент.

### Співвідношення КН до загальної маси КА

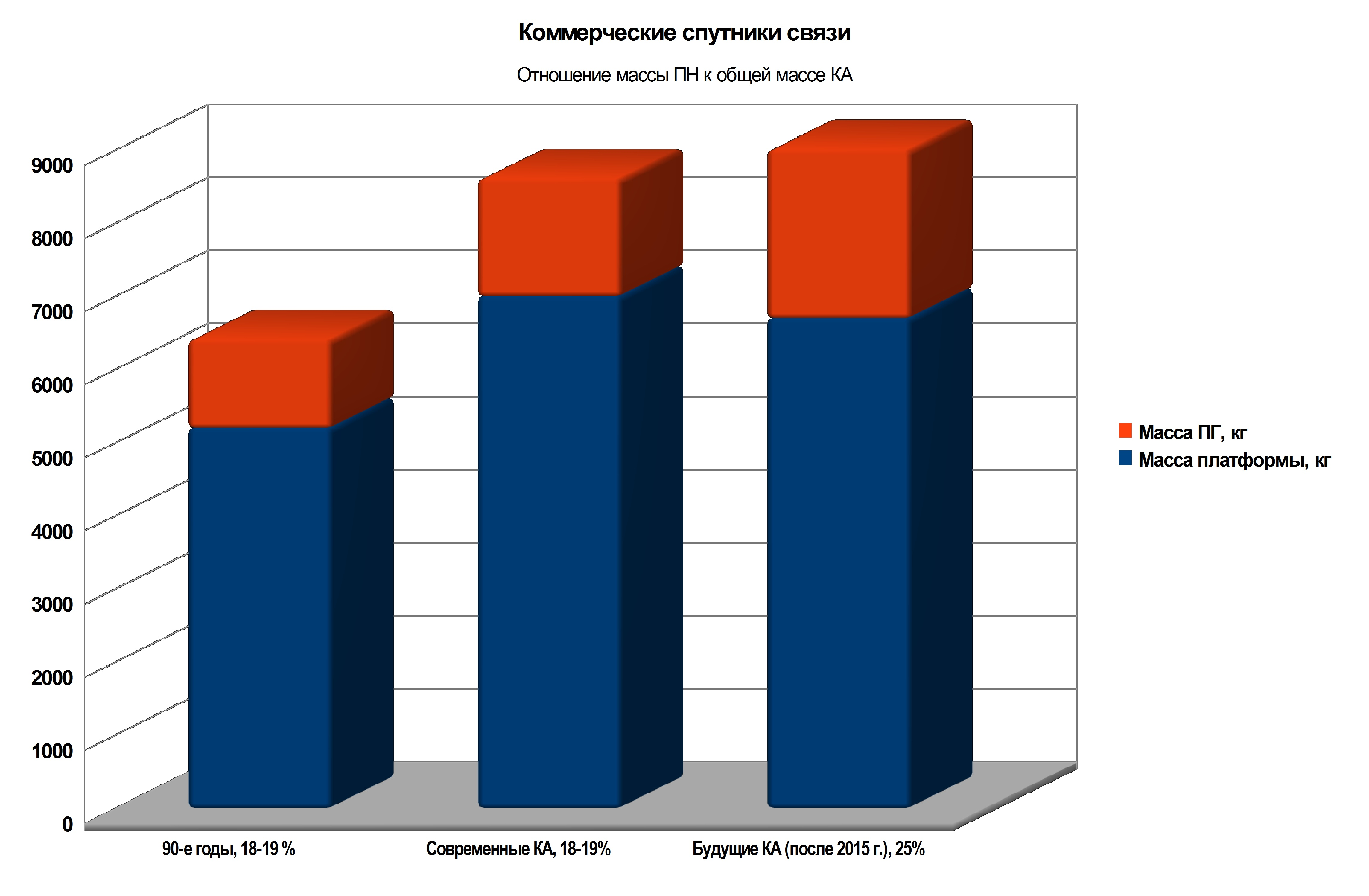
Відношення маси корисного вантажу комерційних телекомунікаційних супутників до загальної маси космічного апарата

Одним з найважливіших параметрів є відношення маси КН до загальної маси КА. Очевидно, що чим краще це співвідношення, тим ефективніше можуть бути виконані завдання місії. Зазвичай вантажопідйомність ракети-носія визначає максимальну масу КА на орбіті. Таким чином, чим менше важить платформа, тим більше корисного вантажу може виводитись на визначену орбіту.
Нині цей показник становить приблизно 18-19 % для сучасних важких телекомунікаційних платформ, таких як Спейсбас або Експрес 2000. Основною технологічною проблемою є енергетична вартість підвищення орбіти з геоперехідної до геостаціонарної. КА повинні мати багато пального для підвищення орбіти (до 3 тонн і більше). Крім того, ще 400—600 кг використовується для утримання супутника на визначеній орбіті за весь час активної експлуатації. В недалекому майбутньому, широке використання електричних іонних двигунів, а також зменшення маси сонячних батарей і акумуляторів повинно покращити це співвідношення до 25 % і більше. Наприклад, електричний іонний двигун фірми Boeing XIPS25, використовує лише 75 кг пального для утримання супутника на орбіті протягом 15 років. При можливому використанні цього двигуна для підвищення і подальшого утримання орбіти, можна заощадити до 50 млн євро (хоча нині ця функція повністю не використовується).

## Корисне навантаження ракет-носіїв
Для ракет-носіїв корисним навантаженням є супутники, космічні кораблі (з вантажами, або з космонавтами) тощо. У цьому випадку термін «корисне навантаження» означає повну масу космічного апарата, виведеного на визначену орбіту. Тобто маса корпусу космічного апарата і пального на борту виведеного космічного апарата також вважається корисним навантаженням.
Необхідно розрізняти масу КН на різних орбітах. Взагалі будь-яка ракета-носій виводить більший вантаж на низьку опорну колову орбіту висотою 200 км, ніж на високоенергетичні орбіти (більшої висоти). Наприклад, ракета-носій Протон виводить до 22 т на опорну орбіту (в триступеневому варіанті, без розгінного блоку), понад 6 тонн на геоперехідну і до 3,7 тонни на геостаціонарну орбіту (у чотириступеневому варіанті, з розгінним блоком Бриз-М або ДМ).

### Вартість доставки вантажів на орбіту
Вартість доставки вантажів на орбіту в різних джерелах значно відрізняється. Крім того, часто вартість вказано у різних валютах, вказано різні роки (рік визначає інфляцію і світову кон'юнктуру вартості запусків), вартість запусків на різні орбіти, деякі ціни вказують собівартість пуску, інші джерела подають вартість запуску для замовника, при цьому джерело не пояснює яка з цифр наведена. Тому порівнювати ціни потрібно украй обережно і можна оцінити лише приблизні значення.
Сучасні засоби:
| Зеніт-2/3SL                         | 2 567-3 667   | 35-50     | 13,7                                | |
| Спейс шаттл                         | 13 000-17 000 | 500       | 25                                  | При повному завантаженні корабля 29,5 тонн, зростає до $ 40-50 тис./кг при частковому завантаженні в 10 тонн. Максимальна маса доставки на орбіту — близько 120—130 тонн (разом з кораблем), максимальна маса корисного навантаження — 24,4 тонн, максимальна маса, що повертається на Землю — 14,5 тонн. Вартість запуску — близько 500 млн $. |
| «Союз» (одноразова ракета-носій)    | 4 242-11 265  | 35-78,858 | 8,25                                | до 25 тис. $/ кг на ГСО. Максимальний вантаж який можна взяти в корабель Союз TMA, що запускається РН Союз — близько 300 кг. Максимальна маса доставки на орбіту — 7-7,5 тонн. У разі використання для виведення супутників, вартість запуску: - - Пізніше, 2002 року, збільшилась до 35-40 млн $; - З космодрому Куру — від 40 до 60 млн € за старт (з екваторіального космодрому маса корисного навантаження може збільшитись до 3 тонн на геостаціонарну орбіту і до 10 тонн на низьку орбіту). |
| «Восток» (одноразова ракета-носій)  | 1 586         | 7,5       | 4,73                                | На початку 90-х 7-8 млн $для залучення іноземних клієнтів. З 1991 року виведена з експлуатації. |
| «Протон» (одноразова ракета-носій)  | 1 136-4 546   | 25-100    | 22                                  | Ціна запусків змінюється з роками, останнім часом постійно зростає. Дані вартості запусків на ГСО: - - 1999 року запуск одного Протона-К з блоком ДМ коштував 70-90 млн $; - 2004 року через зростання світової конкуренції, вартість запуску «зменшили майже до собівартості» — 25 млн $; - 2005 року вартість становила 800 млн руб. за «Протон-К» і 900 млн руб. за «Протон-М» ($ 36-40 млн); - В кінці 2008 року — $ 100 млн на ГПО з використанням «Протон-М» з блоком «Бриз-М». - З початком світової економічної кризи 2008 року обмінний курс рубля до долара знизився на 33 %, що знизило вартість запуску приблизно до 80 млн $; - Станом на 2010 рік вартість запуску становила близько $ 70 — $ 100 млн у залежності від конфігурації; |
| «Атлас-5» (одноразова ракета-носій) |               | 187       | 9,75 — 29,42 (НОО) 4,95-13 т на ГПО | (Тільки безпілотні супутники), максимальна вага доставки на НОО — 30 тонн, 13 тонн на ГПО. Вартість запуску — близько 187 млн $. |
| «Дніпро» (одноразова ракета-носій)  | 2 703         | 10        | 3,7                                 | (Тільки безпілотні супутники), максимальна маса доставки на орбіту — 3,7 тонни. Вартість запуску — близько 10 млн $. |

Розробляються засоби наступного покоління (плановані цифри за курсами рубля та долара 90-х років, без урахування багатомільярдних витрат на розробку і випробування):
- МАКС — 1-2 тис. $/кг